# Tribunal des crimes de guerre de Nankin
Cet article court présente un sujet plus développé dans : Massacre de Nankin.

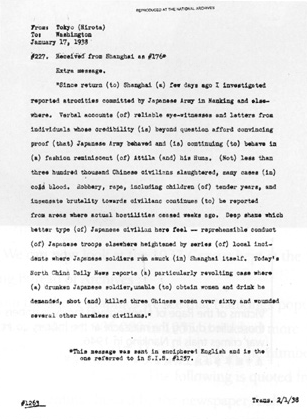
Télégramme de Harold John Timperley daté du 17 janvier 1938, à charge de preuve contre Hisao Tani, impliqué dans le massacre de Nankin.

Le tribunal des crimes de guerre de Nankin est créé en 1946 par le gouvernement de Tchang Kaï-chek afin de juger quatre officiers de l’armée impériale japonaise, accusés de crimes durant la seconde guerre sino-japonaise. C’est l’un des treize tribunaux établis par les vainqueurs pour juger les vaincus.